# فرودگاه پانگکور
 فرودگاه پانگکور (به انگلیسی: Pangkor Airport) (به زبان بومی: Lapangan Terbang Pangkor) یک فرودگاه همگانی با کد یاتا PKG است . این فرودگاه در شهر جزیره پانگکور کشور مالزی قرار دارد و در ارتفاع ۵٫۸ متری از سطح دریا واقع شده است.